# Пестриково (Московская область)
Пестриково — село в Коломенском муниципальном районе Московской области, административный центр сельского поселения Пестриковское. Население — 500 чел. (2010). Расположена в центральной части района на левом берегу Оки, при впадении в неё реки Москвы. Автобусное сообщение с Коломной. В 1994—2006 годах — центр Пестриковского сельского округа.
В селе родился генерал-лейтенант авиации Виктор Успенский.

## Население
| 2002 | 2006 | 2010 |
| ---- | ---- | ---- |
| 472  | ↘426 | ↗500 |

## Культура
Дом культуры.

## Достопримечательности
- Часовня XIX века.